# Лиман (Азербайджан)
Лиман (азерб. Liman) — город в Ленкоранском районе Азербайджана. Расположен на берегу залива Малый Кызылагадж в 12 км к северу от Ленкорана.

## История
Посёлок был основан в 1921 году на месте пункта Привал.
5 октября 1922 года вблизи посёлка был открыт новый морской порт.
В 1924 году населённый пункт был переименован в честь Владимира Ленина в Порт-Ильич. В 1956 году остров Сара был соединён грунтовой дорогой-дамбой с территорией Порт-Ильича и остров принял вид полуострова. 1971 году посёлок Порт-Ильич получил статус города.

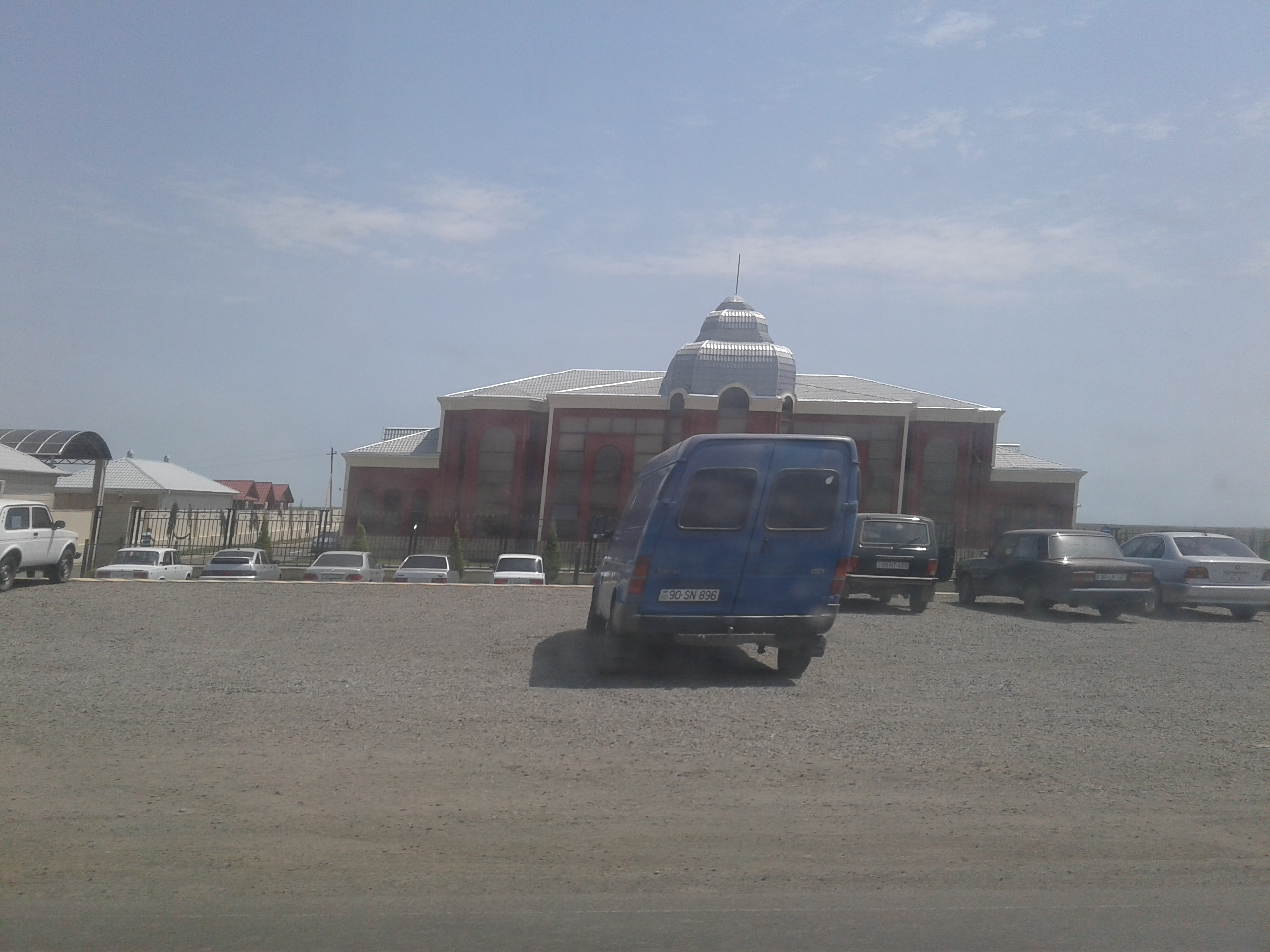
Административное здание в Лимане

По всесоюзной переписи населения 1989 года в Порт-Ильиче проживало 8 661 человек.
В 1999 году Порт-Ильич был переименован в Лиман (азерб. Liman).

## Инфраструктура
В городе находится рыбозавод.

## Дороги
13 сентября 2013 года распоряжением Президента Азербайджанской Республики на строительство автомобильной дороги Лиман — Нариманабад — Балыгчилар из резервного фонда Президента Азербайджанской Республики, предусмотренного в государственном бюджете на 2013 год, было выделено 2 миллиона манатов Исполнительной власти города Ленкорань.